# محمود كيانوش
محمود كيانوش (بالفارسية: محمود کیانوش) هو عالم محقق وشاعر وكاتب معاصر، الصفة الغالبة على أعماله هي الشعر والقصص، وله أعمال في الترجمة والنقد الأدبي وقصص الأطفال بالإضافة لمقالاته في الجرائد.

## أعماله
له أكثر من 80 عملًا، من أهمها:

### شعر
- شکوفه حیرت - تفتُّح الحيرة: مجموعة شعرية
- ساده وغمناک - بسيط وحزين: مجموعة شعرية
- ماه وماهی در چشمه باد: القمر وسمكةٌ في عين باد: مجموعة شعرية
- قصيدةٌ للجميع: شعر طويل
- آبهای خسته - المياة المُتعبة : مجموعة شعرية
- خرخاکیها، یونجه‌ها وکلاغها: مجموعة شعرية
- ناگهان انسان وزمینش: شعر طويل
- از پرنده‌ها وانسان - من الطيور والإنسان: مجموعة شعرية باللغة الإنگليزية.

### قصص
- در آنجا هیچ کس نبود - هناك لم يكن هناك شخص: مجموعة قصص قصيرة.
- مرد گرفتار: قصة طويلة.
- غصه‌ای وقصه‌ای - غَصَّة وقِصَّة: ست قصص متتالية.
- و بلا آمد وشفا آمد - أتى البلاء وأتى الشفاء: مجموعة قصص قصيرة.
- حرف وسکوت - حديث وهدوء: رواية
- برف وخون - ثلج ودم: رواية
- غواص وماهی - غواص وسمكة: رواية
- در آفاق نفس - في آفاق الذات: رواية فلسفية.
- در طاس لغزنده - في الطاسة الزلقة: مجموعة قصص قصيرة.

### نقد أدبي
- بررسی شعر ونثر فارسی معاصر: دراسة للشعر والنثر الفارسي المعاصر: مجموعة مقالات.
- شعر فارسی در غربت - الشعر الفارسي في الغربة
- زن وعشق در دنیای صادق هدایت ونقدی تحلیلی وتطبیقی بر بوف کور (نقد تحليلي لرواية بوف كور).
- نظم، فضیلت وزیبایی: تأملات في فلسفة الفن والأدبيات)

### ترجمات
- به خدای ناشناخته - جان اشتان بک
- زنی که گریخت - دی. اچ. لارنس
- مالون می‌میرد - ساموئل بکت
- سیر روز در شب - یوجین اونیل
- جلاد - پرلاگر کوئیست